# Solange de Bourges
Sainte Solange du Berry  est née à Sainte-Solange dans le Berry, où elle est morte vers 878. Elle est une vierge martyre catholique et orthodoxe. Sa fête est le 10 mai

## Vie
Sainte Solange est née à Saint Martin du Crot (aujourd’hui Sainte-Solange (Cher), au lieu-dit Villemont). Elle passait ses journées à garder les moutons de son père, berger, et à prier.
Devenue adolescente et, dit-on, très belle, tandis qu’elle était aux prés, vint Bernard de Gothie, fils du comte de Poitiers, qui la prit de force sur son cheval. Solange résista et en se débattant les fit tous deux tomber de cheval dans un ruisseau. De colère, il la décapita.
La légende veut que la tête invoqua par trois fois le nom de Jésus. Le corps la ramassa et la porta jusqu'à son lieu de naissance, Villemont, où elle fut retrouvée. Des chroniques indiquent qu'elle se serait rendue au cimetière de l'ancienne église de Saint-Martin-du-Crôt,. En cela, elle s'inscrit dans la liste des saints céphalophores.
On raconte que, de son vivant, chaque nuit ses pas étaient éclairés par une vive étoile au-dessus d’elle, et qu’elle avait la faculté de chasser le malin et de guérir les malades par sa présence. Elle serait également capable d'intercéder en faveur du temps, soit pour favoriser la pluie en période de sécheresse, soit au contraire pour la stopper.
Elle est aujourd'hui l'une des saintes patronnes de l'ancienne province du Berry.

## Fête

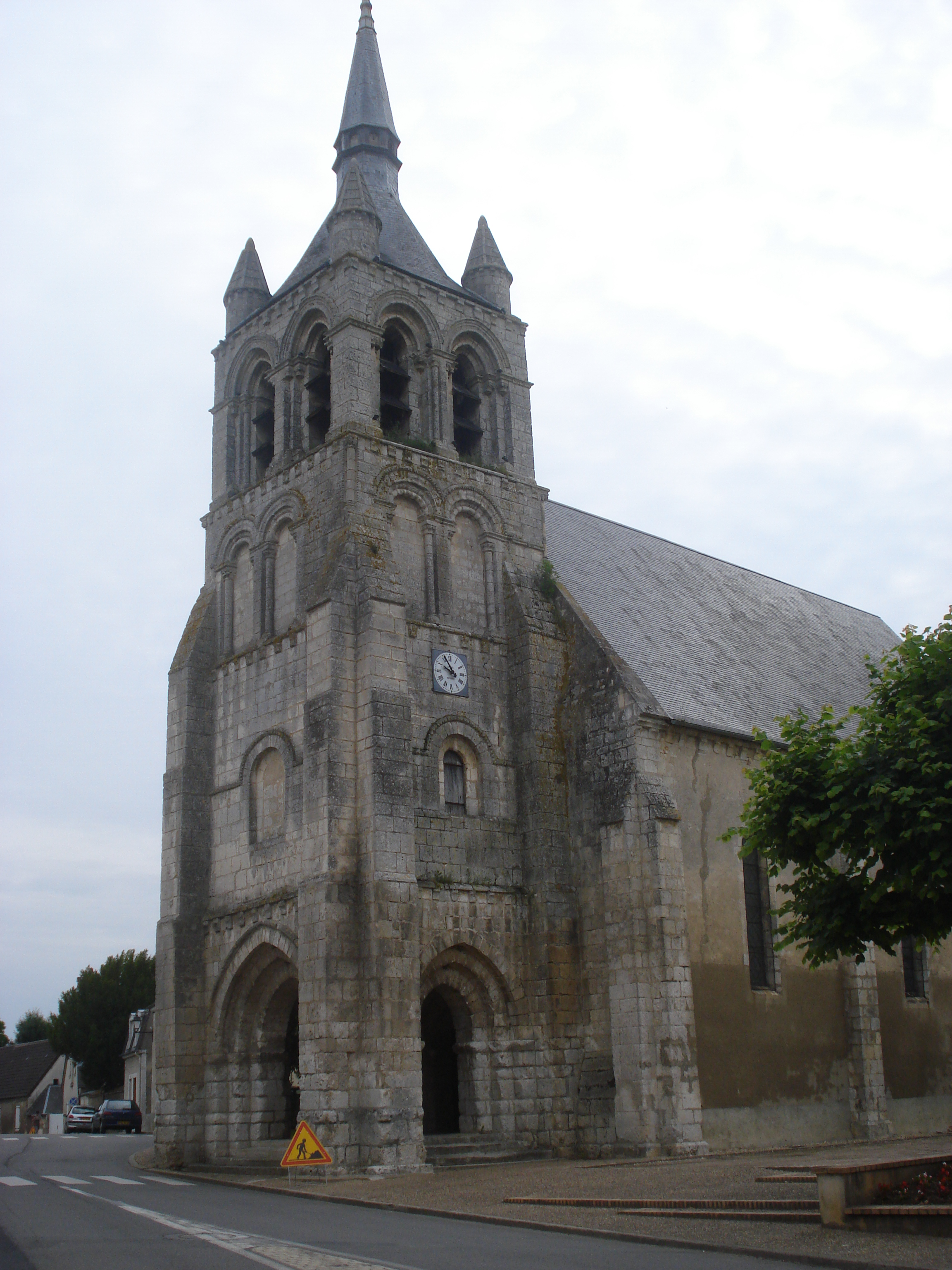
L'église de Sainte-Solange, sur la route de Saint-Jacques de Compostelle.

Sainte Solange est fêtée le 10 mai. Jadis en période difficile, ses reliques étaient transportées jusqu’à Bourges lors d’une procession qui donnait lieu à de grandes festivités. Cette tradition a été pérennisée et l'événement a lieu chaque année, même s'il attire de moins en moins de personnes. Des processions lui étaient dédiées les Lundi de Pentecôte jusque dans la Nièvre voisine, notamment à Nolay , populaires jusqu’aux années 1970 
Depuis les années 1960, les Portugais installés dans la région participent au pèlerinage annuel, jusqu'à faire partie de l'organisation. Dans un contexte de déclin de la participation, les Portugais et leurs descendants sont tenus aujourd'hui comme les sauveurs du culte.
Cependant, le dernier week-end de juillet, a lieu une représentation théâtrale sur le Champ du Martyr, lieu où se trouve la chapelle, en plein air. Cette représentation réunit nombre de comédiens amateurs, habitants du village de Sainte-Solange et des alentours, mais aussi quelques professionnels. Ces représentations, sur quatre jours, mettent en scène un épisode historique de la vie du village ou, plus récemment, de l'histoire de France.